# The Hangover Part II
The Hangover Part II (ook bekend als The Hangover 2) is een Amerikaanse speelfilm, die in Nederland op 26 mei 2011 in première is gegaan. Het is het vervolg op de in 2009 uitgekomen The Hangover. De film wordt uitgegeven door Warner Bros.

## Verhaallijn
Twee jaar na het avontuur van Phil, Alan, Stu en Doug in Las Vegas reizen zij naar Thailand voor de trouwerij van Stu. Maar na hun toestand in Las Vegas heeft Stu gekozen voor een veilige ingetogen bruiloftsbrunch.'s Avonds drinken Stu, Phil, Doug, Alan en de jongere broer van de bruid Teddy een biertje.
De volgende ochtend worden Phil, Stu en Alan wakker in een hotelkamer in Bangkok. In de kamer is ook de gangster Leslie Chow (van The Hangover) en een kettingrokende aap aanwezig. Stu heeft een tatoeage op zijn gezicht (dezelfde als Mike Tyson) en het hoofd van Alan is volledig kaal geschoren. Er is maar één vraag. Wat is er gisteravond gebeurd?

## Rolverdeling
- Bradley Cooper als Phil Wenneck
- Ed Helms als Dr. Stuart "Stu" Price
- Zach Galifianakis als Alan Garner
- Ken Jeong als Leslie Chow
- Justin Bartha als Doug Billings
- Jeffrey Tambor als Sid Garner
- Paul Giamatti als Kingsley, een interpol agent
- Jamie Chung als Lauren Srisai, Stu's verloofde
- Mason Lee als Teddy Srisai, Laurens broer
- Sasha Barrese als Tracy Billings, Dougs vrouw
- Bryan Callen als Samir, een eigenaar van een stripclub